# NGC 1650
NGC 1650 este o galaxie eliptică situată în constelația Eridanul. A fost descoperită în 12 noiembrie 1885 de către Francis Leavenworth. Se află la o distanță de 169,04 de megaparseci de Pământ.